# Direction interrégionale des services pénitentiaires de Lille
La direction interrégionale des services pénitentiaires de Lille est le service déconcentré de l'administration pénitentiaire française chargé de coordonner l'activité des établissements pénitentiaires et des services pénitentiaires d'insertion et de probation sur le territoire de la région des Hauts-de-France. Elle est l'une des dix directions interrégionales des services pénitentiaires présentes sur le territoire métropolitain et ultramarin.

## Organisation
Les locaux du siège de la direction interrégionale des services pénitentiaires de Lille sont situés 123 Rue Nationale, à Lille (Nord).
La directrice interrégionale des services pénitentiaires de Lille est Sophie Bleuet (nommée le 4 juin 2024). Son adjointe est Martine Hamelot-Marié.

## Ressort

### Établissements pénitentiaires
La direction interrégionale des services pénitentiaires est compétente pour coordonner l'activité des vingt-quatre établissements pénitentiaires situés dans son ressort :

#### Maisons d'arrêt
- Maison d'arrêt d'Amiens
- Maison d'arrêt d'Arras
- Maison d'arrêt de Béthune
- Maison d'arrêt de Douai
- Maison d'arrêt de Dunkerque
- Maison d'arrêt de Valenciennes

#### Centres de détention
- Centre de détention de Bapaume

#### Centres pénitentiaire
- Centre pénitentiaire de Beauvais
- Centre pénitentiaire de Château-Thierry
- Centre pénitentiaire de Laon
- Centre pénitentiaire de Liancourt
- Centre pénitentiaire de Lille-Annoeullin
- Centre pénitentiaire de Lille-Loos-Sequedin
- Centre pénitentiaire de Longuenesse
- Centre pénitentiaire de Maubeuge
- Centre pénitentiaire de Vendin-le-Vieil

#### Établissements pénitentiaire pour mineurs
- Établissement pénitentiaire pour mineurs de Quiévrechain.

### Services pénitentiaires d'insertion et de probation

#### Sièges
La direction interrégionale des services pénitentiaires de Lille est compétente pour coordonner l'activité de ses dix services pénitentiaires d'insertion et de probation dont les sièges départementaux sont situés à Amiens-Rivery, Arras, Beauvais, Laon et Lille.

#### Antennes ou résidences administratives
La direction interrégionale des services pénitentiaires de Lille est également compétente pour coordonner l'activité des antennes ou résidences administratives des services pénitentiaires d'insertion et de probation situées à Abbeville, Amiens-Rivery, Arras, Béthune, Beauvais, Boulogne-sur-Mer, Cambrai, Compiègne, Creil, Douai, Dunkerque, Laon, Lille-Loos-Sequedin, Péronne, Saint-Omer-Longuenesse, Saint-Quentin, Soissons, Valenciennes et Vendin-le-Vieil.